# The Detroit News
The Detroit News è uno dei due maggiori quotidiani nella città statunitense di Detroit, nel Michigan. Il giornale fu fondato nel 1873, quando venne affittato uno spazio nell'edificio di quello che sarà in seguito il quotidiano rivale, Detroit Free Press.

## Storia
The Detroit News fu fondato nel 1873 da James E. Scripps. L'eventuale successo del giornale, tuttavia, sarà accreditato al genero di Scripps, George Gough Booth. Booth ha continuato la sua carriera editoriale fondando un nuovo quotidiano e la catena Booth Newspapers con i suoi due fratelli.
Il palazzo del Detroit News fu eretto nel 1917.

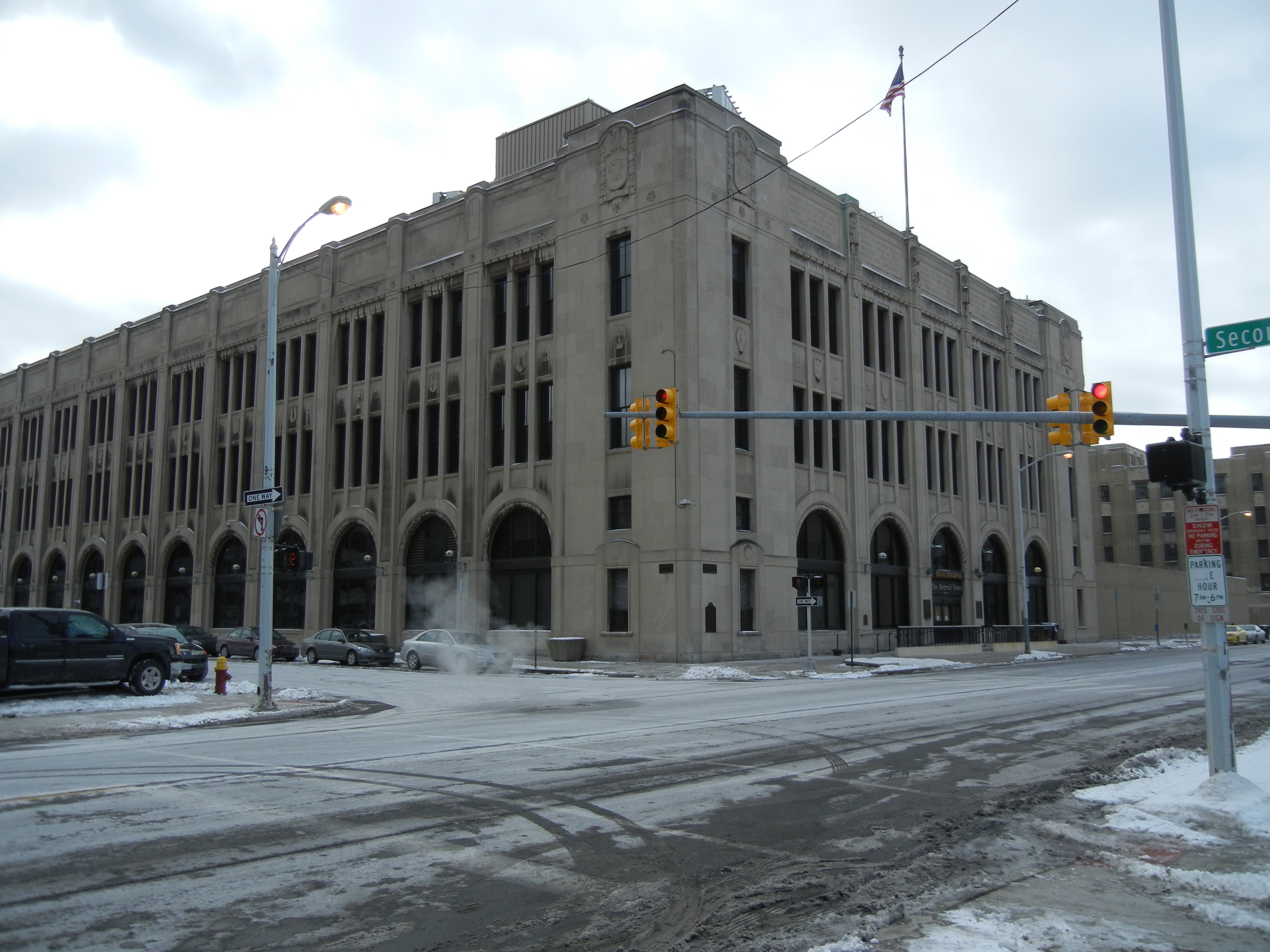
Il palazzo del Detroit News

Nel 1931 la redazione acquistò tre autogiro, che verranno sostituite in seguito in tutte le redazioni giornalistiche del mondo con l'elicottero.
Il 3 agosto 2005, la Gannett Company ha annunciato la vendita del giornale a MediaNews Group.
Nel 2004 il giornale ha sorpassato la diffusione media in un giorno feriale di 100 000 copie.
Nella sua lunga storia, il quotidiano ha assorbito tre altri quotidiani attivi nel territorio di Detroit:
- The Detroit Tribune, il 1º febbraio 1919
- The Detroit Journal, il 21 luglio 1922
- The Detroit Times, il 7 novembre 1960